# 堀田進 (古生物学者)
堀田 進（ほった すすむ、1940年10月24日 - 1996年11月1日）は、日本の地質学者・古生物学者。 元東京経済大学教授。専門は化石生物、特に貝類化石などに残存するアミノ酸などの有機物質にを研究、化石の生化学的研究に貢献した。また動物園見学を活用するなど、現生の動物学と関連づけた古生物学の教育・普及に努めた。

## 経歴
東京都港区（現在）に生まれる。
1958年に東京都立北園高等学校を卒業、1964年に東京教育大学理学部地学科地質学鉱物学専攻に入学、卒業後は、大学院へ進み、大森昌衛の下で学び、秋山雅彦らとともに化学的手法を生かした化石の研究に取り組んだ。1971年に「軟体動物の殻を構成する有機物質の石灰化および化石化に関して、その組成と構造に関する基礎的研究」で東京教育大学より理学博士の学位を取得。
この時期には化石研究会や地学団体研究会の活動に関わっていた。
1973年に東京経済大学の専任講師となり、1975年に助教授、1986年に教授と昇任した。この間、1979年にはドイツのボン大学に留学した。1986年以降は健康を害したが、その中でも 晩年まで単著、共著を含め教科書、普及書の執筆を続けた。

## 家族
妻の堀田信子は、大学の同専攻の2年後輩であり、同じく地学者である。

## おもな著書

### 単著
- 地球生物の進化、文化書房博文社、1976年
- ぼくらの天文・気象・地球 18、岩崎書店、1987年
- 地球の歴史24講、東海大学出版会、1989年
- 動物園見学ハンドブック、東海大学出版会、1991年
- 宇宙生命のなぞ (調べて学ぶ<地球と天気> ; 5)、岩崎書店、1998年

### 共著
- （井尻正二と共著）　生物の発生（化石がかたる地球の歴史1）、千代田書房、1975年
- （堀田信子と共著）ヨーロッパの自然探訪：ドイツからスイスへ、文化書房博文社、1982年
- （後藤仁敏・中井均と共著）　魚類の時代 デボン紀、共立出版（双書 地球の歴史）、1984年
- （井尻正二と共著）　生きている化石、築地書館、1991年
- （井尻正二・真野勝友と共著）　「新」文明のなかの未開：レリックの世界、築地書館、1998年

### 編著
- 動物園で学ぶ進化、東海大学出版会（東海科学選書）、1978年
- 動物園で学ぶ進化 続、東海大学出版会（東海科学選書）、1982年

## 関連文献
- 「堀田進教授年譜並びに主要著作」『人文自然科学論集』第106号、東京経済大学、1998年、5-10頁、NAID 40002589338。